# Samuel Sörman
Samuel Erik Henning Sörman, född 6 oktober 1999, är en svensk fotbollsspelare som spelar för Skövde AIK.

## Karriär
Sörman började spela fotboll i Våmbs IF. Han spelade tre matcher och gjorde ett mål för klubben i Division 6 2014. Därefter gick Sörman till Skövde AIK:s akademi 2015. Han spelade 49 matcher för klubben i Division 1 mellan 2018 och 2020.
Den 9 december 2020 värvades Sörman av Västerås SK. Han tävlingsdebuterade den 27 februari 2021 i en 0–0-match mot Halmstads BK i Svenska cupen. Sörman gjorde sin Superettan-debut den 17 april 2021 i en 1–0-förlust mot Gais, där han blev inbytt i den 72:a minuten mot Emil Skogh.
I februari 2022 blev Sörman klar för en återkomst i Skövde AIK.